# محوطه خرابه باغ
محوطه خرابه باغ مربوط به دوران‌های تاریخی پس از اسلام است و در شهرستان بوئین‌زهرا، روستای شینگل واقع شده و این اثر در تاریخ ۱۹ اسفند ۱۳۸۰ با شمارهٔ ثبت ۴۹۴۸ به‌عنوان یکی از آثار ملی ایران به ثبت رسیده است.